# NGC 5063
NGC 5063 est une galaxie spirale située dans la constellation du Centaure. Sa vitesse par rapport au fond diffus cosmologique est de 3 504 ± 49 km/s, ce qui correspond à une distance de Hubble de 51,7 ± 3,7 Mpc (∼169 millions d'al). NGC 5063 a été découverte par l'astronome britannique John Herschel en 1834.
À ce jour, une mesure non basée sur le décalage vers le rouge (redshift) donne une distance d'environ 42,800 Mpc (∼140 millions d'al). Cette valeur est à l'extérieur des valeurs de la distance de Hubble. Notons cependant que c'est avec la valeur moyenne des mesures indépendantes, lorsqu'elles existent, que la base de données NASA/IPAC calcule le diamètre d'une galaxie et qu'en conséquence le diamètre de NGC 5063 pourrait être d'environ 51,8 kpc (∼169 000 al) si on utilisait la distance de Hubble pour le calculer.

## Groupe de NGC 5063
Selon A.M. Garcia, NGC 5063 est l'un des membres d'un groupe de galaxies qui porte son nom. Les autres galaxies du groupe de NGC 5063 sont NGC 5062, ESO 382-16 et ESO 382-34.